# 포터모어

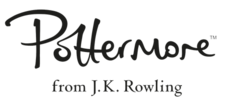

포터모어(Pottermore)는 J. K. 롤링이 만든 웹사이트이다. 해리 포터 시리즈에 관한 정보를 제공한다. 또한 전 세계에서 해리 포터 전자책을 독점적으로 판매하는 사이트이다. 포터모어엔 해리포터의 세계관에 대한 정보가 빼곡히 담겨있다. 알려지지 않은 정보들도 많다.
해리 포터의 저자 J. K. 롤링은 2014년 7월에 포터모어(Pottermore)를 통해 30대 중반이 된 해리 포터와 그의 친구들의 모습을 그린 1500자 분량의 짧은 이야기를 공개했다. 그 이야기는 마법사 세계 신문인 '예언자 일보'의 칼럼 형식의 글로 이루어져 있었으며, 그 내용은 '덤블도어의 군대'가 '퀴디치 월드컵 경기장'에서 다시 만난 것으로, 해리 포터와 그의 친구들의 이야기를 마치 연예인의 사생활을 다루듯 취재하여 기사글 형식으로 쓰인 글이다. 그 글에서 발췌한 내용은 다음과 같다.
해리 포터의 트레이드 마크인 이마의 번개 모양 흉터와 동그란 안경은 여전하지만, 오른쪽 뺨에는 새로운 흉터가 생겼으며, 흰 머리가 생기기 시작했다. 그는 그의 아들인 알버스, 제임스와 함께 2014년도 퀴디치 월드컵 토너먼트를 관람했으며, 부인인 지니 위즐리는 동행하지 않았다. 이 때문에 에언자 일보의 기자인 리타 스키터는 칼럼을 통해 "포터 가족의 결혼 생활에도 균열이 시작되는 것인가"하는 불화설을 제기했으며, 해리 포터의 오른쪽 뺨에 생긴 새로운 흉터가 그의 부인에 의한 것이 아닌가하는 추측을 내놓았다. 그의 부인인 지니 위즐리는 퀴디치 선수로 10여 년을 활약하다가 은퇴 후 에언자 일보의 퀴디치 기자로 재직 중이다. 해리 포터는 퀴디치 월드컵 경기장에서 그가 호그와트 4학년 당시에 출전한 트리위저드 경기에 함께 참가한 빅터 크룸을 만나 약 한 시간가량 수다를 떨다가 헤어졌다고 한다.
머리숱이 줄어든 론 위즐리는 마법부의 '오러'를 그만두고 죽은 프레드(쌍둥이 형 중 하나)를 대신하여 조지와 '위즐리 형제의 위대하고 위험한 장난감가게'에 합류하여 엄청난 자산가가 된다. 헤르미온느는 마법 법률 강제집행부 차관으로 임명되었으며, 순수혈통근절 캠페인에 앞장서고 있는 진보적인 인물이 되었다. 네빌 롱바텀은 호그와트의 약초학 교수로 재직 중이며, 리키 콜드런의 주인인 한나 아보트와 결혼했다. 또한, 루나 러브굿(그녀는 뉴트 스캐맨더의 손자와 결혼하였다)은 예나 지금이나 정신이 온전치 못하며, 위즐리 가의 형제들(론과 함께 일하고 있는 조지, 아직도 미혼인 찰리, 마법 교통부 장관으로 일하며 바쁜 삶을 사는 퍼시, 그리고 늑대인간으로 변하고 말았지만 아직 플뢰르 델라쿠르와 행복한 결혼 생활을 하고 있는 빌)의 소식들도 함께 전했다.
이 글 외에도 J. K. 롤링은 해리 포터의 전세계 팬들을 위해 이 사이트를 통해 해리 포터 시리즈의 여러 가지 뒷이야기를 담은 글들을 짤막하게라도 자주 전해주었다. 그 내용은 다음과 같다.
- 오러 출신의 킹슬리는 마법부 장관이 되었으며, 해리 포터에게 마법부의 새로운 자리를 맡겼고, 그는 수락했다.
- 엄브릿지는 머글에게 저지른 범죄 때문에 아즈카반 감옥에 수감되었다.
- 애버포스 덤블도어(호그와트의 전 교장 알버스 덤블도어의 동생)은 여전히 호그스 헤드에서 염소와 놀고 있다.
- 두들리(해리의 사촌)와 해리는 크리스마스 때마다 의무적으로 만난다. 아직 두들리의 자식들은 해리가 마법사인 것을 모른다.
- 미네르바 맥고나걸은 호그와트의 교장이 되었다.
- 조지 위즐리의 첫 아이 이름은 프레드이다.
- 호그와트의 교장실엔 역대 교장의 초상화가 걸려있다. 해리포터와 죽음의 성물 중의 교장실에는 세베루스 스네이프의 초상화가 걸리지 않았는데, 그 이유는 스네이프가 죽기 직전 교장직을 버렸기 때문이다. 그러나, 이후 해리 포터가 그의 진실을 밝혀 스네이프의 초상화도 교장실에 걸린다.
- 해리 포터는 볼드모트를 물리친 이후 더 이상 파셀통그(뱀과 대화하는 능력)를 사용할 수 없게 되었는데, 그 이유는 그의 영혼 속에 있던 볼드모트의 호크룩스가 사라졌기 때문이다. 그리고 그는 이 사실에 대해 매우 기뻐했다고 한다.
- 예언자 일보의 기자 리타 스키터는 볼드모트가 죽고난 후, 해리 포터의 전기를 작성하기 시작하였다. 그 중 4분의 1만 진실이고, 4분의 3은 조작이라고 한다.
- 초 챙은 머글과 결혼했다.
- 해리 포터의 장남인 제임스(James Sirius Potter)는 해리의 책상에서 몰래 '호그와트 비밀 지도[1]'를 가져간다.

- 그 이외에도 여러가지가 있는데, 게임같은 것도 할 수 있다. 예를 들자면 자신의 패트로누스를 만들 수 있다.

## 같이 보기
- 포터헤드
- 위저딩 월드